# Kunigunde von Eisenberg
Kunigunde von Eisenberg, genannt Kunne, (* ca. 1245; † vor dem 31. Oktober 1286) war die Tochter Ottos von Eisenberg und zweite Ehefrau Albrechts II., Landgraf von Thüringen.

## Leben
Kunigunde war zunächst Hoffräulein der ersten Ehefrau Albrechts, der Kaisertochter Margaretha von Staufen. Die Beziehung zwischen ihr und Albrecht dürfte dessen Ehe zerrüttet haben.
Margaretha verließ 1270 ihren Gemahl auf der Wartburg, nachdem sie der Legende nach ihren Sohn Friedrich beim Abschied in die Wange gebissen hatte. Als Margaretha bald darauf starb, wurde für Kunigunde der Weg frei, trotz nicht standesgemäßer Abstammung Albrechts zweite Ehefrau zu werden.
Sie wurde im Katharinenkloster in Eisenach beigesetzt.

## Ehe und Nachkommen
Kunigunde heiratete Albrecht nach 1270. Ihrer Ehe entstammten folgende Kinder:
1. Elisabeth (* vor 1270, † nach 23. April 1326), heiratet vor 11. April 1291 Heinrich II. von Frankenstein († 23. April 1326, 25. März 1327)
2. Albrecht „Apitz“, Herr von Tenneberg 1290, (* vor 1270; † nach 27. Januar 1301, spätestens 1305), Albrecht bevorzugte Apitz gegenüber seinen Söhnen aus erster Ehe. Er wurde wie seine Mutter im Katharinenkloster in Eisenach beigesetzt.